# Ricky Rubio
Ricard "Ricky" Rubio Vives (El Masnou, Barcelona, 21 de outubro de 1990) é um jogador espanhol de basquete profissional atualmente joga pelo Barcelona.
Em 15 de outubro de 2005, Rubio se tornou o jogador mais jovem a jogar na Liga ACB aos 14 anos. Em 24 de outubro de 2006, ele estreou na Euroliga aos 16 anos. Ele é o sétimo jogador mais jovem a estrear na Euroliga.
Em 25 de junho de 2009, Rubio foi selecionado pelo Minnesota Timberwolves como a quinta escolha no draft da NBA de 2009, fazendo dele o primeiro jogador nascido na década de 1990 a ser selecionado pela NBA. Em 2011, Rubio ingressou no Timberwolves e passou seis temporadas em Minnesota antes de ser negociado com o Utah Jazz em junho de 2017. Ele foi negociado com o Cleveland Cavaliers em agosto de 2021, mas foi negociado com os Pacers um mês depois de sofrer uma lesão no ligamento cruzado anterior em dezembro.

## Carreira profissional

### Joventut (2005–2009)

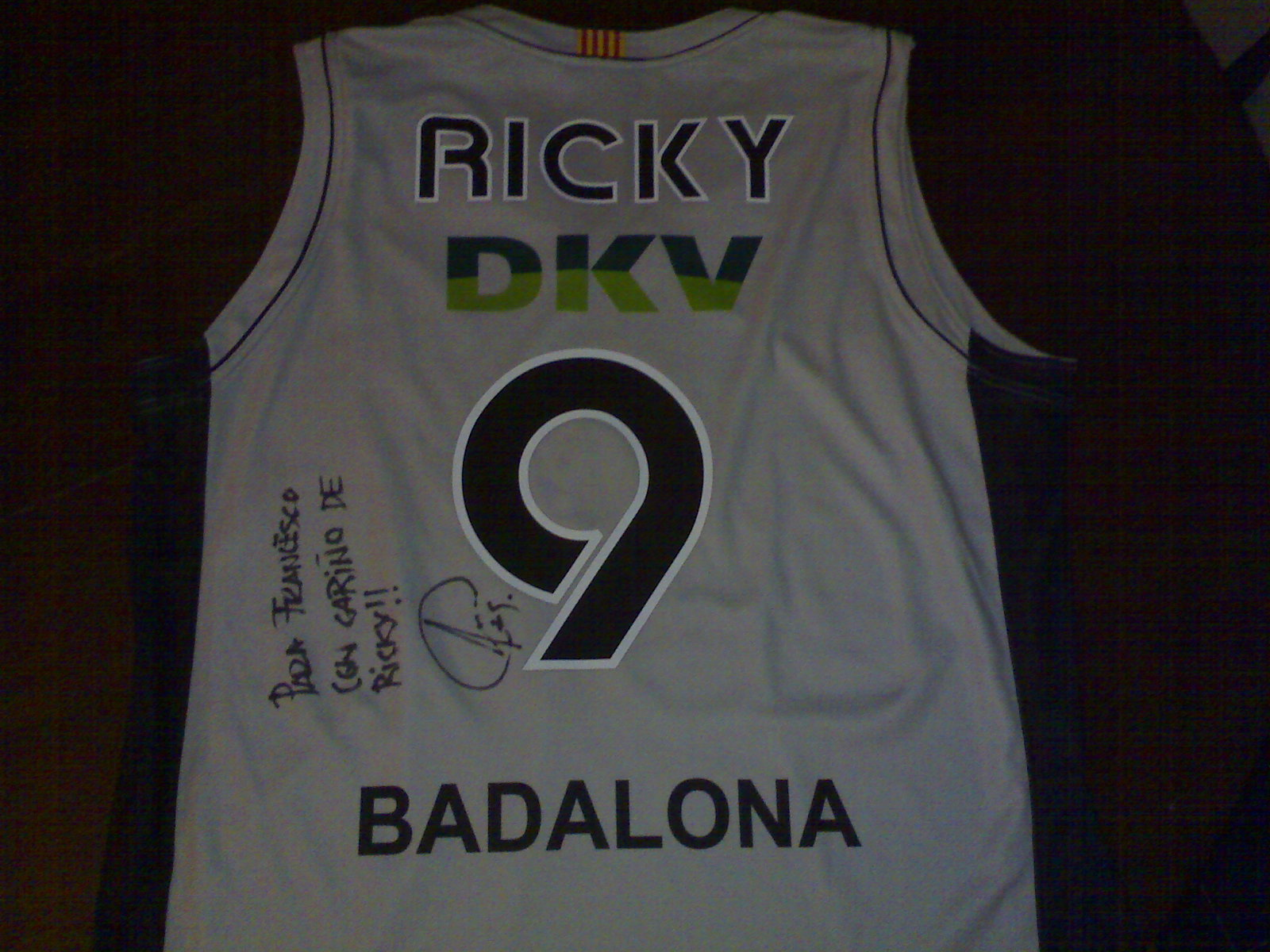
Camiseta autografada por Ricky Rubio (2009)

Rubio estreou na Liga ACB na temporada de 2005-06 com o DKV Joventut. Ele foi o jogador mais jovem a estrear na ACB com 14 anos e 11 meses. Durante a temporada de 2006-07, ele liderou a Liga ACB em roubos de bola e ganhou o Prêmio Rising Star. Rubio também foi nomeado o Jogador Jovem do Ano da FIBA Europa em 2007, 2008 e 2009. 
Ele fez sua estreia na Euroliga contra o Panathinaikos em 24 de outubro de 2006. Ele se tornou o quinto jogador mais jovem da Euroliga na época. Rubio teve uma média de 2,8 assistências em sua primeira temporada na EuroLeague. Ele foi eleito o melhor armador da Liga ACB em 2008 e 2010.
Apesar de sua notoriedade, ele foi cuidadosamente protegido. Os pais de Rubio e o DKV Joventut concordaram em não disponibilizá-lo para entrevistas até seu aniversário de 18 anos em 21 de outubro de 2008. As restrições foram encerradas alguns meses antes, uma vez que ele foi selecionado para a seleção da Espanha que jogaria nas Olimpíadas de 2008.
Rubio ganhou o prêmio Mr. Europa de 2008, concedido anualmente pela Revista Italiana Superbasket. Em 2009, seu clube Badalona aumentou a quantia de dinheiro que seu contrato pagava por ano de 80.000 euros para 300.000 euros. Ele foi nomeado o Jogador Defensivo do Ano da Liga ACB na temporada 2008-09. Rubio declarou-se elegível para o Draft da NBA de 2009 em 20 de abril de 2009.

### Barcelona (2009–2011)
Após o draft da NBA de 2009, Rubio jogou pelo Barcelona pelas próximas duas temporadas, conforme acordado com o Minnesota Timberwolves. Durante esse tempo, ele ajudou a equipe a vencer a Euroliga em 2010 e a Liga ACB em 2011.

### Minnesota Timberwolves (2011–2017)
Em 24 de junho de 2009, o Minnesota Timberwolves adquiriu a quinta escolha no draft da NBA de 2009, Etan Thomas, Darius Songaila e Oleksiy Pecherov do Washington Wizards em troca de Randy Foye e Mike Miller. Com a 5ª escolha, o Minnesota selecionou Rubio, tornando-o o primeiro jogador nascido na década de 1990 a ser convocado.
No dia seguinte, o pai de Rubio disse a um meio de comunicação espanhol que seu filho poderia retornar à Espanha por pelo menos mais uma temporada. Rubio não compareceu a uma coletiva de imprensa introdutória dos Timberwolves. Ele tinha uma cláusula de rescisão em seu contrato com a Joventut, relatada por vários meios de comunicação, variando de US $ 6,6 milhões a US $ 8,2 milhões, e o gerente geral do Timberwolves, David Kahn, admitiu que Rubio provavelmente teria que jogar mais uma temporada na Espanha para reduzir ou evitar a compra.
Em 22 de julho, a Associated Press informou que Rubio estava tentando deixar o Joventut, independentemente de poder vir para a NBA. O relatório indicava que Barcelona e Real Madrid estavam interessadas em contratar Rubio se ele não pudesse ir imediatamente para a NBA. O principal obstáculo para Rubio foi uma cláusula no acordo coletivo da liga que proibia uma equipe de pagar mais de US$ 500.000 pela compra do contrato de um jogador. O St. Paul Pioneer Press informou em 4 de agosto que os representantes de Rubio estavam buscando ativamente acordos de patrocínio em Minnesota para ajudar a financiar sua compra (as regras de compra da NBA são obrigatórias para as equipes, mas não para terceiros).

Em 31 de agosto de 2009, a ESPN informou que Rubio não viria para a NBA até 2011. Joventut expressou vontade de reduzir o valor e os Timberwolves aparentemente tinham um acordo para trazê-lo para a NBA, mas no final Rubio não se sentiu pronto para cruzar o Atlântico. Ele emitiu a seguinte declaração:
O motivo que me leva a dar este próximo passo é ter um período de preparação para melhor enfrentar o desafio da NBA em melhores condições como jogador. O Minnesota Timberwolves continua sendo minha primeira opção e desejo jogar com eles em um futuro próximo.
Kahn acreditava que Rubio e sua família estavam sendo pressionados pela mídia espanhola, seus companheiros de seleção e pessoas em sua cidade natal para ficar na Espanha, acrescentando: "Foi apenas um verão difícil. Da perspectiva de um jovem de 18 anos e da perspectiva de sua família foi muito estressante".
A ESPN informou que sua compra original com a Joventut foi de € 5,7 milhões (US $ 8,1 milhões) em 2009 e 2010. O Barcelona comprou o contrato de Rubio por € 3,5 milhões (US $ 5,0 milhões) e anunciou em 1º de setembro que assinou um contrato de seis anos com o jogador. O contrato lhe deu a opção de ir para a NBA após a temporada de 2010-11, com a ESPN informando que a compra naquele momento seria de US $ 1,4 milhão (dos quais os Timberwolves poderiam pagar US $ 500.000).

#### Temporada de 2011–12

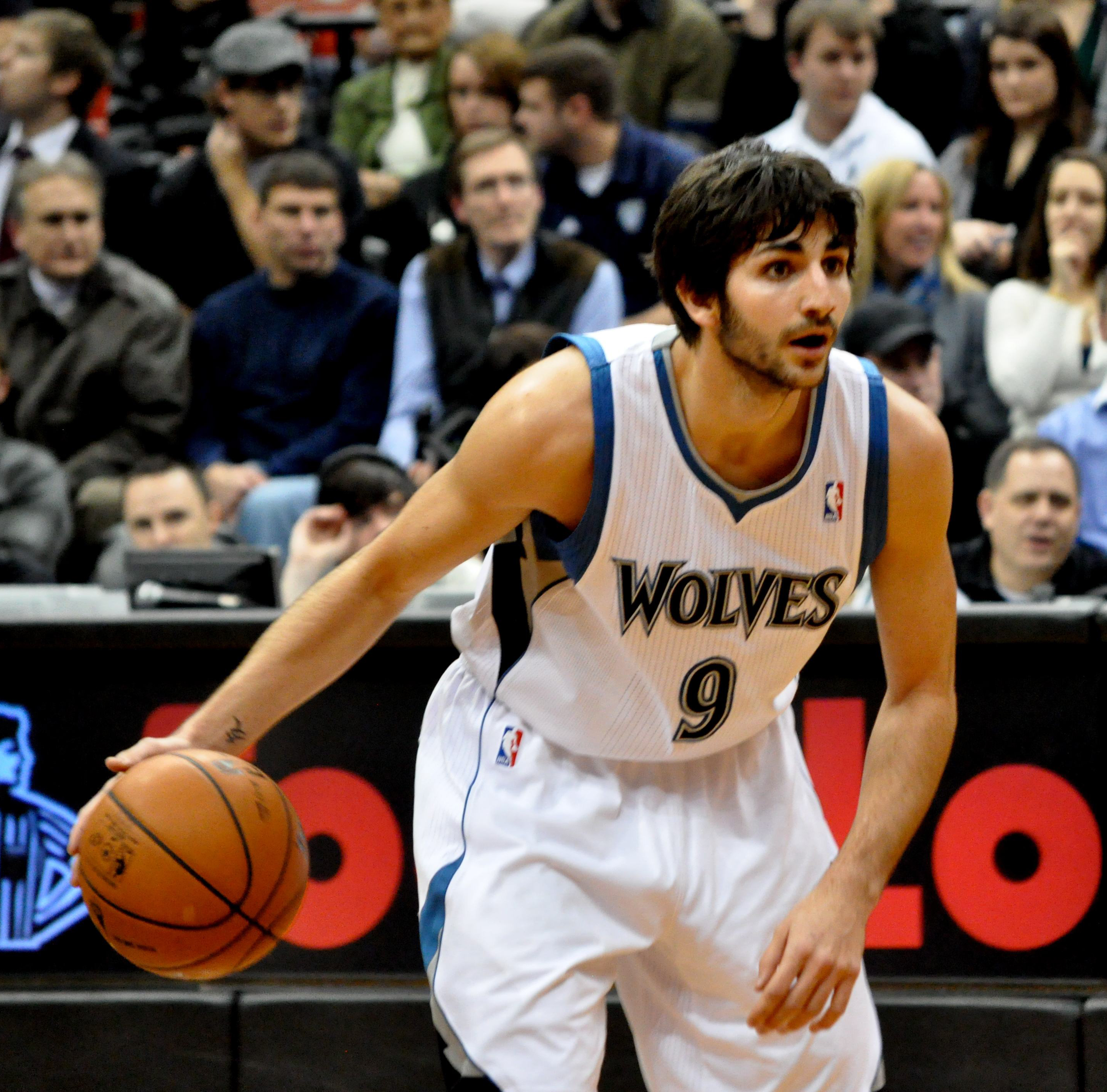
Rubio em 2012

Em 1 de junho de 2011, fontes informaram que Rubio havia "chegado a um acordo para se juntar ao Minnesota Timberwolves" para a temporada de 2011-12. Em 17 de junho de 2011, Rubio realizou uma coletiva de imprensa anunciando que havia assinado com o Minnesota.
Tornando-se o 10º jogador espanhol da NBA, Rubio fez sua estreia na temporada regular em 26 de dezembro de 2011. Ele registrou 6 pontos, 5 rebotes e 6 assistências em 26 minutos em uma derrota de 4 pontos para o Oklahoma City Thunder.
Ele foi nomeado o Novato do Mês da Conferência Oeste após o primeiro mês da temporada. Em fevereiro, Rubio e seu companheiro de equipe Derrick Williams foram selecionados para participar do Rising Stars de 2012. 
Em uma derrota para o Los Angeles Lakers em 9 de março de 2012, Rubio rompeu o ligamento colateral lateral e o Ligamento cruzado anterior e perdeu o resto da temporada. Ele terminou em segundo lugar na votação de Novato do Ano, atrás apenas de Kyrie Irving do Cleveland Cavaliers. Rubio teve médias de 10,6 pontos, 8,2 assistências e 2,2 roubadas de bola em 41 jogos.

#### Temporada de 2012–13
Em 15 de dezembro de 2012, Rubio voltou de sua lesão em uma vitória na prorrogação sobre o Dallas Mavericks registrando 8 pontos e 9 assistências. Ele registrou seu primeiro triplo-duplo da carreira com 21 pontos, 13 rebotes e 12 assistências em uma vitória sobre o San Antonio Spurs em 13 de março de 2013. Rubio quase registrou seu segundo triplo-duplo com 23 pontos, 10 rebotes e 9 assistências na derrota para o Memphis Grizzlies em 30 de março.
Rubio terminou a temporada de 2012-13 com médias de 10,7 pontos, 7,3 assistências e 2,4 roubadas de bola. Ele também terminou em segundo lugar em roubos de bola por jogo, atrás de Chris Paul.

#### Temporada de 2013–14

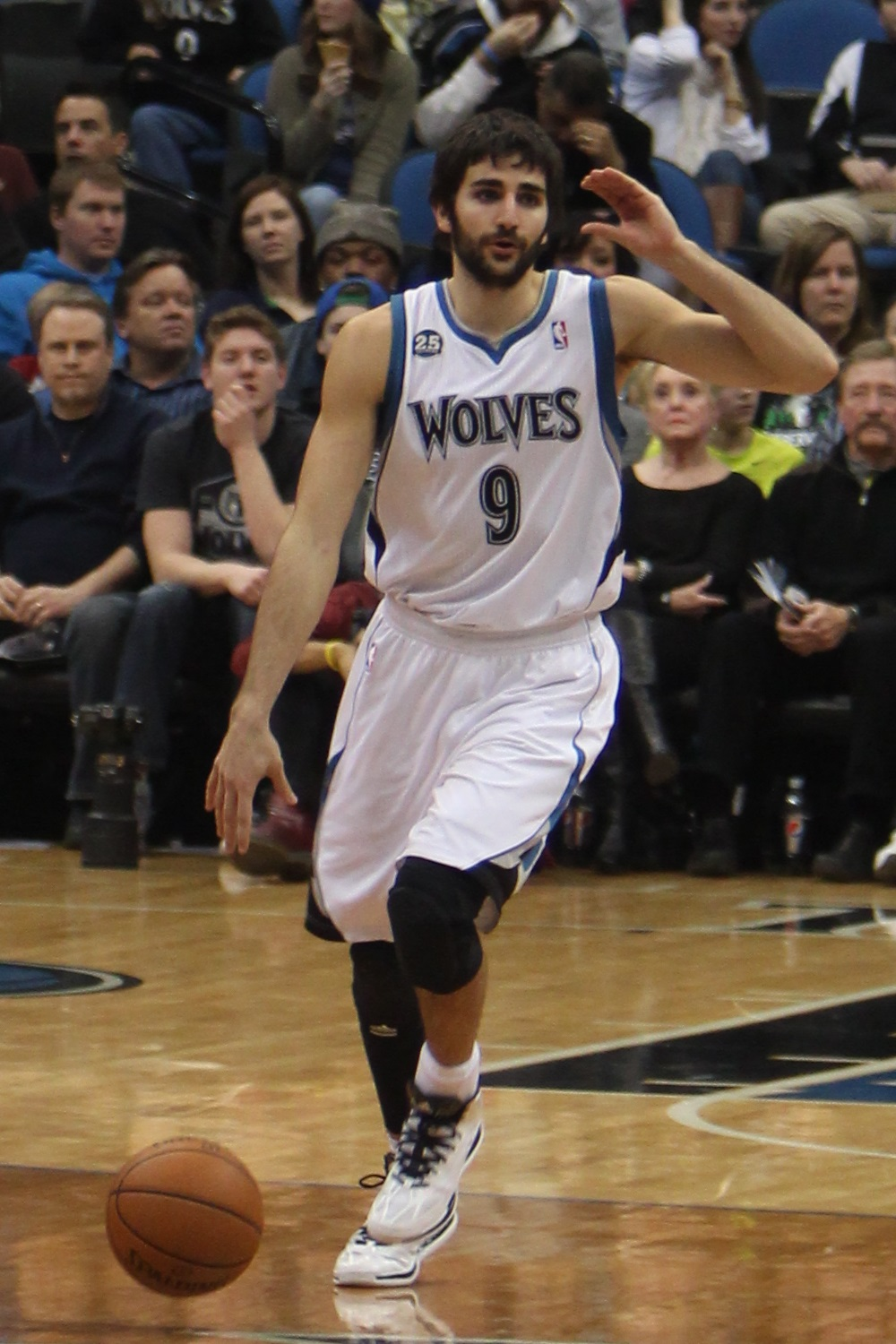
Rubio com os Timberwolves em 2014

Em 11 de novembro de 2013, Rubio registrou seu segundo triplo-duplo da carreira com 12 pontos, 14 assistências e 10 rebotes na vitória por 113-90 sobre o Los Angeles Lakers.
Em 19 de fevereiro de 2014, Rubio registrou 6 pontos, 17 assistências, 7 rebotes e 2 roubadas de bola na vitória por 104-91 sobre o Indiana Pacers. As suas 17 assistências empataram o recorde da franquia. Em 19 de março de 2014, Rubio registrou seu terceiro triplo-duplo da carreira com 22 pontos, 15 assistências e 10 rebotes em uma vitória por 123-122 na prorrogação sobre o Dallas Mavericks. 
Em 28 de março de 2014, Rubio empatou com Tyrone Corbin pelo recorde de mais roubadas de bola em uma temporada pelos Wolves com 175. Dois dias depois, ele passou esse recorde quando registrou 2 roubos de bola contra o Brooklyn Nets.

#### Temporada de 2014–15
Em 31 de outubro de 2014, Rubio assinou uma extensão de contrato de US $ 56 milhões por quatro anos com o Timberwolves.
Em 1º de novembro de 2014, ele foi descartado indefinidamente depois de ter torcido gravemente o tornozelo esquerdo. Rubio voltou à ação em 2 de fevereiro de 2015 contra o Dallas Mavericks, registrando 10 pontos e 4 assistências em uma derrota por 100-94. Em 2 de março de 2015, ele registrou seu quarto triplo-duplo da carreira com 18 pontos, 11 assistências e 12 rebotes em uma derrota para o Los Angeles Clippers. Mais tarde, ele passou por uma cirurgia no tornozelo em abril de 2015.

#### Temporada de 2015–16
Em 16 de dezembro, ele registrou um quase quádruplo-duplo com 9 pontos, 12 assistências, 10 rebotes e 8 roubos de bola em uma derrota para o New York Knicks. Em 30 de dezembro, ele teve 17 assistências na vitória por 94-80 sobre o Utah Jazz. No jogo anterior, ele registrou 14 assistências  em uma derrota para o San Antonio Spurs e se tornou o primeiro jogador dos Wolves com pelo menos 14 assistências em jogos consecutivos desde Terrell Brandon em abril de 1999. 
Em 11 de março de 2016, a cesta de três pontos de Rubio com 0,2 segundos restantes levaram os Timberwolves a uma vitória por 99-96 sobre o Oklahoma City Thunder. Ele terminou o jogo com 13 pontos e 12 assistências para seu oitavo duplo-duplo da temporada, com os Timberwolves quebrando uma sequência de 10 derrotas consecutivas contra o Thunder. Em 14 de março contra o Phoenix Suns, pela quarta vez em sua carreira, Rubio fez 17 assistências.

#### Temporada de 2016–17
Em 11 de janeiro de 2017, em uma vitória sobre o Houston Rockets, Rubio fez 17 assistências pela quinta vez em sua carreira. Rubio também ultrapassou Sam Mitchell como o quarto jogador que mais jogou pelo Wolves com 292 jogos.
Em 4 de março de 2017, ele registrou seu quinto triplo-duplo da carreira com 11 pontos, 13 rebotes e 10 assistências em uma derrota por 97-90 na prorrogação para o San Antonio Spurs. Em 13 de março de 2017, Rubio marcou 22 pontos e quebrou seu próprio recorde de 19 assistências na vitória por 119-104 sobre o Washington Wizards. Em 30 de março de 2017, ele teve 33 pontos, 10 assistências e cinco rebotes na vitória por 119-104 sobre o Los Angeles Lakers.

### Utah Jazz (2017–2019)
Em 30 de junho de 2017, Rubio foi negociado com o Utah Jazz em troca de uma escolha de primeira rodada do draft de 2018.
Em 1 de novembro de 2017, Rubio marcou 30 pontos, o recorde da temporada, na vitória por 112-103 na prorrogação sobre o Portland Trail Blazers. Em 3 de fevereiro de 2018, ele estabeleceu um novo recorde da temporada com 34 pontos na vitória por 120-111 sobre o San Antonio Spurs. Em 11 de março de 2018, ele registrou 30 pontos, 10 rebotes e sete assistências na vitória por 116-99 sobre o New Orleans Pelicans.
No jogo 3 da série de playoffs da primeira rodada contra o Oklahoma City Thunder, Rubio fez 26 pontos, 11 rebotes e 10 assistências. O triplo-duplo de Rubio foi o primeiro de um jogador do Jazz na pós-temporada desde John Stockton nos playoffs de 2001. No jogo 6, Rubio sofreu uma lesão no tendão esquerdo que o deixou fora do restante dos playoffs.

### Phoenix Suns (2019–2020)
Em 8 de julho de 2019, Rubio assinou um contrato de três anos e US$ 51 milhões com o Phoenix Suns.
Em 23 de outubro, Rubio fez 11 pontos e 11 assistências na vitória por 124-95 sobre o Sacramento Kings. Suas 11 assistências empataram com Elliot Perry como os únicos jogadores a fazer um duplo-duplo com 11 assistências em um jogo de estreia dos Suns. Em 16 de dezembro, Rubio fez seu primeiro triplo-duplo com os Suns com 10 pontos, 11 rebotes e 14 assistências em uma derrota por 111-110 para o Portland Trail Blazers. Em 24 de fevereiro de 2020, ele registrou 22 pontos, 11 assistências, 7 roubadas de bola e 6 rebotes na vitória por 131-111 sobre seu ex-time, o Utah Jazz. Ele se tornou o primeiro jogador dos Suns a fazer pelo menos 20+ pontos, 10+ assistências e 7+ roubos de bola em um jogo desde Kevin Johnson em 1996. Em 8 de março, Rubio registrou seu segundo triplo-duplo com os Suns com 25 pontos, 13 rebotes e 13 assistências na vitória por 140-131 sobre o Milwaukee Bucks.
Em 23 de junho de 2020, os Suns informaram que dois de seus próprios jogadores testaram positivo para o COVID-19. Em uma entrevista de 22 de julho, Rubio se revelou como um dos dois jogadores a testar positivo. No entanto, ele se juntaria à equipe na bolha da NBA de 2020, eventualmente retornando em 31 de julho como titular na vitória por 125-112 sobre o Washington Wizards.

### Segunda passagem pelo Minnesota (2020–2021)
Em 16 de novembro de 2020, Rubio foi negociado, junto com Jalen Lecque, Kelly Oubre Jr., Ty Jerome e uma escolha de primeira rodada de 2022 para o Oklahoma City Thunder em troca de Chris Paul e Abdel Nader. Dois dias depois, Rubio, Jaden McDaniels e Immanuel Quickley foram negociados para o Minnesota Timberwolves em troca de James Johnson, Aleksej Pokuševski e uma escolha de segunda rodada de 2024.

### Cleveland Cavaliers (2021–2022)
Em 3 de agosto de 2021, Rubio foi negociado com o Cleveland Cavaliers em troca de Taurean Prince e uma escolha de segunda rodada de 2022. Em 7 de novembro, ele registrou 37 pontos e 10 assistências na vitória por 126-109 sobre o New York Knicks. Em 13 de dezembro, Rubio registrou sua 5000ª assistência na carreira.
Em 28 de dezembro, ele rasgou o ligamento cruzado anterior esquerdo e, no dia seguinte, foi confirmada que ele estava descartado da temporada.
Em 6 de fevereiro de 2022, Rubio foi negociado, junto com uma escolha de primeira e segunda rodada de 2022 e uma escolha de segunda rodada de 2027, com o Indiana Pacers em troca de Caris LeVert e uma escolha de segunda rodada de 2022. Devido a uma lesão no joelho, ele nunca jogou pelo time.
Em 8 de julho de 2022, Rubio assinou um contrato de 3 anos e US$ 18 milhões para retornar ao Cleveland Cavaliers.

### Retorno ao Barcelona
Em 26 de fevereiro de 2024, Rubio foi apresentado como reforço do Barcelona até ao final da temporada.

## Carreira na seleção

### Seleção júnior
Em agosto de 2006, Rubio liderou a crescente seleção júnior da Espanha no EuroBasket Sub-16. Durante o torneio, ele conseguiu dois triplos-duplos e um quádruplo-duplo. Na vitória final sobre a Rússia por 110-106, Rubio registrou 51 pontos, o primeiro jogador a fazê-lo em torneios juniores da FIBA desde Luol Deng em 2001, 24 rebotes, 12 assistências e 7 roubos de bola. Rubio foi nomeado o MVP do torneio depois de liderá-lo em pontos, rebotes, assistências e roubos de bola.

### Seleção Sênior
O jovem espanhol competiu internacionalmente com a Seleção Espanhola nos Jogos Olímpicos de 2008 em Pequim. A equipe incluiu jogadores atuais e antigos da NBA, como Pau Gasol, José Calderón, Rudy Fernández, Marc Gasol, Raúl López, Jorge Garbajosa e Juan Carlos Navarro. Ele jogou no jogo da medalha de ouro contra os EUA e aos 17 anos se tornou o jogador mais jovem em uma final olímpica de basquete. A equipe levou a medalha de prata após uma derrota por 118-107. 
A equipe continuou jogando internacionalmente no EuroBasket de 2009 na Polônia, onde a Espanha derrotou a Sérvia pela medalha de ouro por 85-63. Rubio teve médias de 22,7 minutos, 5,9 pontos, 2,2 rebotes, 3,9 assistências e 1,4 roubos de bola.
Rubio levou a Espanha a uma medalha de ouro na Copa do Mundo de 2019 na China. Eles venceram a Argentina na final por 95-75. Ele foi nomeado o MVP do torneio.

## Perfil do jogador

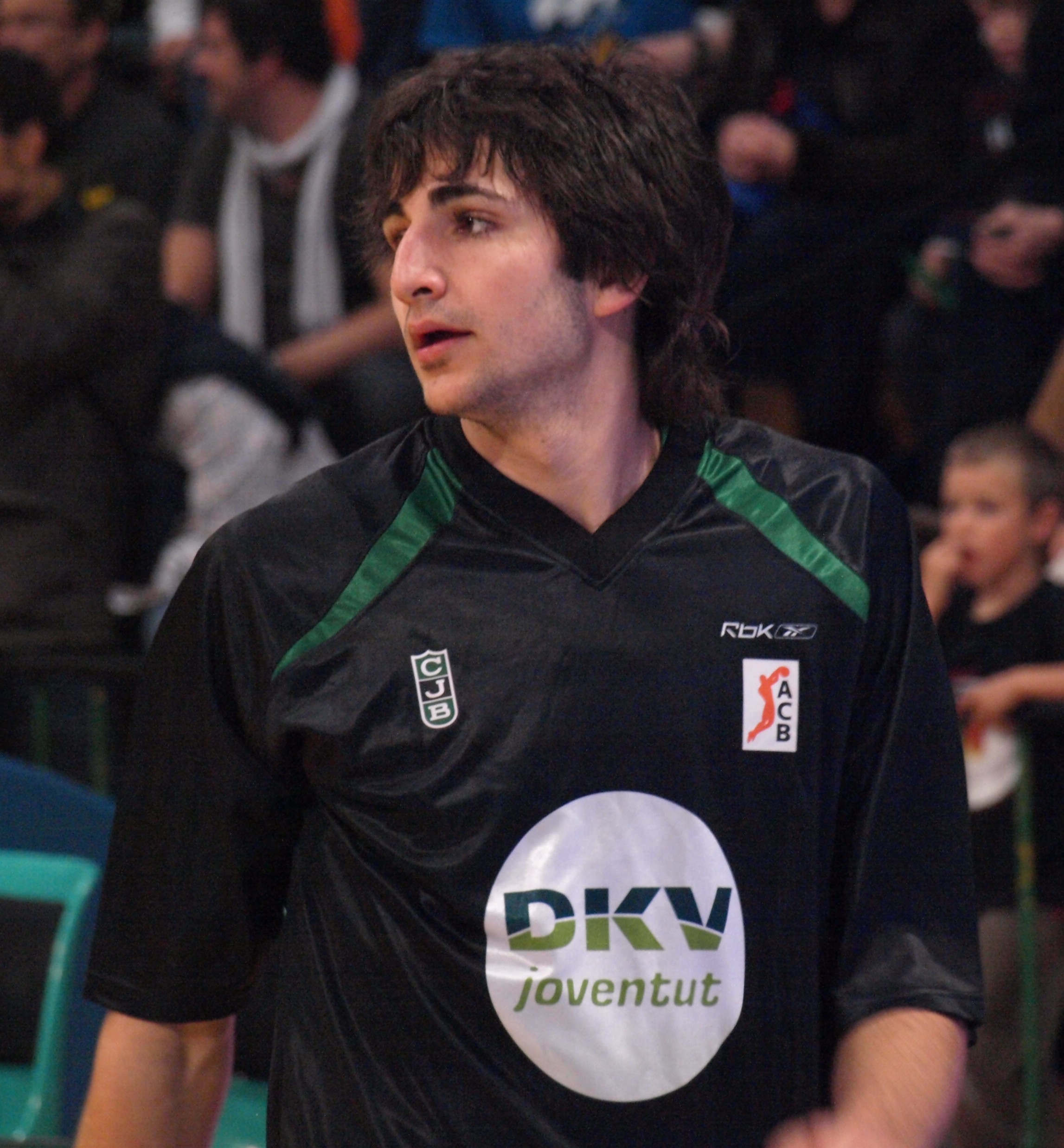
Rubio jogando na Espanha

Rubio foi considerado por alguns como o melhor armador europeu de todos os tempos. Ele foi comparado por alguns a Pete Maravich.

## Vida pessoal
Em maio de 2016, a mãe de Rubio, Tona Vives, morreu aos 56 anos. Ele tem uma irmã chamada Laia. Em 14 de janeiro de 2020, a esposa de Rubio, Sara, deu à luz seu filho, Liam.

## Estatísticas da carreira

### NBA

#### Temporada regular
| Ano      | Equipe    | PJ  | PT  | MPJ  | AP   | 3P   | LL   | RT  | AS  | BR  | TO | PPJ  |
| -------- | --------- | --- | --- | ---- | ---- | ---- | ---- | --- | --- | --- | -- | ---- |
| 2011–12  | Minnesota | 41  | 31  | 34.2 | .357 | .340 | .803 | 4.2 | 8.2 | 2.2 | .2 | 10.6 |
| 2012–13  | Minnesota | 57  | 47  | 29.7 | .360 | .293 | .799 | 4.0 | 7.3 | 2.4 | .1 | 10.7 |
| 2013–14  | Minnesota | 82  | 82  | 32.2 | .381 | .331 | .802 | 4.2 | 8.6 | 2.3 | .1 | 9.5  |
| 2014–15  | Minnesota | 22  | 22  | 31.5 | .356 | .255 | .803 | 5.7 | 8.8 | 1.7 | .0 | 10.3 |
| 2015–16  | Minnesota | 76  | 76  | 30.6 | .374 | .326 | .847 | 4.3 | 8.7 | 2.1 | .1 | 10.1 |
| 2016–17  | Minnesota | 75  | 75  | 32.9 | .402 | .306 | .891 | 4.3 | 9.1 | 1.7 | .1 | 11.1 |
| 2017–18  | Utah      | 77  | 77  | 29.3 | .418 | .352 | .866 | 4.6 | 5.3 | 1.6 | .1 | 13.1 |
| 2018–19  | Utah      | 68  | 67  | 27.9 | .404 | .311 | .855 | 3.6 | 6.1 | 1.3 | .1 | 12.7 |
| 2019–20  | Phoenix   | 57  | 57  | 31.6 | .412 | .351 | .853 | 4.6 | 8.9 | 1.5 | .2 | 13.0 |
| 2020–21  | Minnesota | 68  | 51  | 26.1 | .388 | .308 | .867 | 3.3 | 6.4 | 1.4 | .1 | 8.6  |
| 2021–22  | Cleveland | 34  | 8   | 28.5 | .363 | .339 | .854 | 4.1 | 6.6 | 1.4 | .2 | 13.1 |
| Carreira | Carreira  | 657 | 593 | 30.4 | .383 | .319 | .839 | 4.2 | 7.6 | 1.7 | .1 | 11.1 |

#### Playoffs
| Ano      | Equipe   | PJ | PT | MPJ  | AP   | 3P   | LL   | RT  | AS  | BR  | TO | PPJ  |
| -------- | -------- | -- | -- | ---- | ---- | ---- | ---- | --- | --- | --- | -- | ---- |
| 2018     | Utah     | 6  | 6  | 30.2 | .354 | .313 | .783 | 7.3 | 7.0 | 1.3 | .5 | 14.0 |
| 2019     | Utah     | 5  | 5  | 33.5 | .424 | .200 | .850 | 3.2 | 8.6 | 2.4 | .2 | 15.4 |
| Carreira | Carreira | 11 | 11 | 31.8 | .389 | .256 | .816 | 5.2 | 7.8 | 1.8 | .3 | 14.7 |

### Euroliga
| Ano      | Equipe    | PJ | PT | MPJ  | AP   | 3P   | LL   | RT  | AS  | BR  | TO | PPJ |
| -------- | --------- | -- | -- | ---- | ---- | ---- | ---- | --- | --- | --- | -- | --- |
| 2006–07  | Joventut  | 16 | 0  | 18.9 | .348 | .167 | .767 | 2.4 | 2.8 | 3.2 | .1 | 3.6 |
| 2008–09  | Joventut  | 5  | 2  | 13.3 | .300 | .333 | .625 | 2.4 | 2.8 | 1.8 | .0 | 2.4 |
| 2009–10† | Barcelona | 22 | 22 | 20.9 | .370 | .358 | .893 | 2.9 | 4.1 | 1.4 | .0 | 6.8 |
| 2010–11  | Barcelona | 20 | 17 | 22.7 | .310 | .224 | .836 | 3.3 | 3.5 | 1.6 | .1 | 6.5 |
| Carreira | Carreira  | 63 | 41 | 18.9 | .331 | .270 | .780 | 2.7 | 3.3 | 2.0 | .0 | 4.8 |

Fonte: